# جان باتيست ميندي
جان باتيست ميندي (بالفرنسية: Jean-Baptiste Mendy)‏ مواليد 16 مارس 1963 في داكار، هو ملاكم محترف فرنسي يصنف ضمن فئة الوزن الخفيف بدأ مسيرته الاحترافية سنة 1983. حقق بطولة رابطة الملاكمة العالمية وبطولة المجلس العالمي للملاكمة.

## إحصائيات
خاض خلال مسيرته 67 نزالا، فاز في 55 وتعادل في 3 وخسر في 8. فاز بالضربة القاضية في 31 نزالا.

## روابط خارجية
- جان باتيست ميندي على موقع بوكس ريك (الإنجليزية) (registration required)